# قائمة البعثات الدبلوماسية في موريتانيا

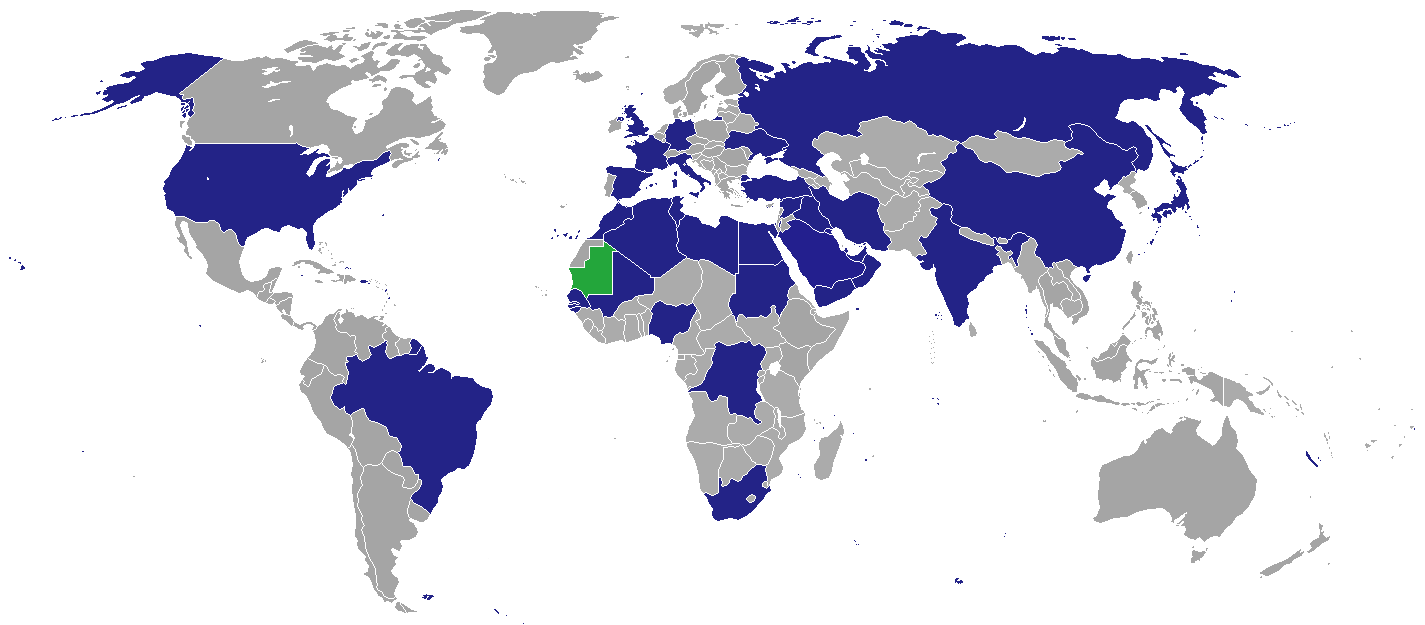
خريطة البعثات الدبلوماسية في موريتانيا

هذه قائمة بالبعثات الدبلوماسية في موريتانيا. يوجد حاليا 32 من السفارات في نواكشوط.

## السفارات في نواكشوط
- النرويج
- الهند
- اليونان
- المملكة المتحدة
- الجزائر
- البرازيل
- إيران
- الصين
- مصر
- كمبوديا
- فرنسا
- غامبيا
- ألمانيا
- تركيا
- الصحراء الغربية
- اليابان
- ليبيا
- مالي
- المغرب
- نيجيريا
- عُمان[1]
- الكويت
- فلسطين
- قطر
- روسيا
- السعودية
- السنغال
- جنوب أفريقيا
- إسبانيا
- سوريا
- تونس
- الإمارات العربية المتحدة
- الولايات المتحدة
- اليمن
- تركيا

## وظائف أخرى
- الاتحاد الأوروبي (وفد)

## القنصليات فينواذيبو
- الجزائر القنصلية العامة
- المغرب القنصلية العامة
- إسبانيا القنصلية العامة

## سفارات غير مقيمة
في حالة عدم ذكرها تكون مقيمة بالرباط.
- الأرجنتين (تونس)[2]
- أستراليا (باريس)[3]
- النمسا [4]
- أذربيجان [5]
- بلجيكا [6]
- الكاميرون (داكار)[7]
- كندا [8]
- تشيلي (الجزائر)[9]
- كرواتيا [10]
- كوبا (الجزائر)[11]
- قبرص (طرابلس)[12]
- الدنمارك [13]
- فنلندا [14]
- اليونان [15]
- هايتي (باريس)
- إندونيسيا
- إيطاليا (داكار)[16]
- الهند (باماكو)
- الأردن
- جامايكا (باريس)
- كينيا (داكار)
- قرغيزستان (لندن)
- ليسوتو (طرابلس)[17]
- جزر المالديف (لندن)
- مالطا (فاليتا)[18]
- ماليزيا
- المكسيك (الجزائر)[19]
- النرويج [20]
- هولندا (داكار)[21]
- كوريا الشمالية (أبوجا)
- الفلبين
- البرتغال (داكار)[22]
- بولندا[23]
- جمهورية أيرلندا (دبلن)
- رومانيا (داكار)[24]
- صربيا (نيو يورك)[25]
- سلوفاكيا (طرابلس)[26]
- سويسرا (داكار)[27]
- كوريا الجنوبية
- السويد (باماكو)[28]
- تايلاند
- تركمانستان (باريس)
- تايوان (باريس)
- تنزانيا (أبوجا)[29]
- أوكرانيا[30]
- أوزبكستان (باريس)
- فنزويلا
- فيتنام

## وصلات خارجية
- سفارة موريتانيا في واشنطن العاصمة